# Israel Feldman
Israel Feldman (în rusă Израиль Фельдман; n. 1933, Rîbnița, RSS Ucraineană, URSS) este un matematician și profesor sovietic moldovean și israelian.
În 1965, împreună cu Israel Gohberg, a dezvoltat metode de proiecție pentru rezolvarea matricilor Toeplitz cu simboluri continue (teorema Baxter-Hochberg-Feldman) și până în 1971, împreună au prezentat o teorie cuprinzătoare a metodelor de proiecție pentru operatorii în contururi, inclusiv matricile Toeplitz și analogii lor continui.

## Biografie
S-a născut în orașul Rîbnița din RASS Moldovenească, RSS Ucraineană (URSS), acum în Transnistria, Republica Moldova. A absolvit Universitatea de Stat din Chișinău, iar în 1964 și-a susținut teza de doctorat la Universitatea de Stat din Tbilisi sub îndrumarea lui Israel Gohberg. A predat teoria funcțiilor unei variabile complexe și cursuri speciale la Facultatea de Matematică și Cibernetică a Universității de Stat din Chișinău, a efectuat lucrări științifice la Institutul de Matematică al Academiei de Științe a RSSM. În 1990 a emigrat în Israel, unde a devenit profesor al Departamentului de matematică a Universității Bar Ilan din Ramat Gan.

## Monografii
- Metode de proiecție pentru rezolvarea ecuațiilor Wiener-Hopf (Проекционные методы решения уравнений Винера-Хопфа). Chișinău: Știința, 1967.
- Ecuații de convoluție și metode de proiecție pentru soluția lor (Уравнения в свёртках и проекционные методы их решения). Moscova: Nauka, 1971.
- Convolution Equations and Projection Methods for Their Solution. Providence: American Mathematical Society, 1974, 1992 și 2006.
- Faltungsgleichungen Und Projektionsverfahren Zu Ihrer Losung. Basel—Boston: Birkhäuser Verlag, 1974 și Berlin: Akademie Verlag, 1974.